# Juan González (judoka)
Juan M.González (ur. 9 grudnia 1967) – gwatemalski judoka. Olimpijczyk z Atlanty 1996, gdzie zajął 33. miejsce w wadze lekkiej.
Uczestnik Pucharu Świata w latach 1995–1997 i 2001
Wicemistrz Ameryki Środkowej w 2006 roku.

## Letnie Igrzyska Olimpijskie 1996
| Konkurencja | Eliminacje              | Klas. końcowa |
| Konkurencja | Przeciwnik I            | Miejsce       |
| ----------- | ----------------------- | ------------- |
| 71 kg       | Bertalan Hajtós (HUN) P | 33.           |